# Linda Verde
Linda Verde, född 27 februari 1950, är en tidigare norsk orienterare. Hon blev nordisk mästarinna i stafett 1975, hon har även tagit ett VM-silver och ett NM-brons i stafett.